# Remember Me (MAN WITH A MISSIONの曲)
『Remember Me』（リメンバー・ミー）は、MAN WITH A MISSIONの楽曲。2019年6月5日にSony Music Records（Sony Music Labels）から10枚目のシングルとして発売された。

## 概要
- 前作『Left Alive』から約4ヶ月振りのリリース[注 1]。
- CDは、初回生産限定盤、通常盤の2形態で発売。
- 表題曲「Remember Me」はフジテレビ系月9ドラマ『ラジエーションハウス〜放射線科の診断レポート〜』主題歌である[3]。
  - 同ドラマの続編である同局系月9ドラマ『ラジエーションハウスII〜放射線科の診断レポート〜』の主題歌としても起用された[4][5]。
- カップリングの「Left Alive」は、ゲーム『LEFT ALIVE』のCMソングである。
- カップリングの「FLY AGAIN 2019」は、ラグビー国際大会「スーパーラグビー」日本チーム・ヒト・コミュニケーションズサンウルブズ2019シーズン公式テーマソングである。
  - 前述のドラマ『ラジエーションハウス〜放射線科の診断レポート〜』の第4話挿入歌としても起用された。
- 初回生産限定盤の特典DVDには、『ジャン・ケン・ジョニーのお宅訪問 ディレクターズカット版』を収録。
- ジャケットはドラマ原作者・モリタイシが描き下ろしたTokyo Tanakaのイラストである[6]。
- 表題曲「Remember Me」は2020年発売のベストアルバム『MAN WITH A "BEST" MISSION』が初出だが、2021年11月24日発売の6thオリジナルアルバム『Break and Cross the Walls I』にも収録されている。

## チャート成績
- 2019年5月20日付のオリコン週間デジタルシングル（単曲）では「Remember Me」が初動3.3万ダウンロードを売り上げ、週間1位にランクインした。デジタルシングルランキングでは自身初の1位。
- 2019年5月20日付のBillboard JAPAN HOT BUZZ SONGでは「Remember Me」が1位にランクインした。
- 2019年6月10日～6月12日集計のBillboard JAPANストリーミング・ソング集計速報では6週目で9位にランクインした。
- 2019年6月17日付のオリコン週間ランキングでは初動3万2千枚を売り上げ、週間6位にランクインした。

## 収録曲
1. Remember Me [4:51]
作詞：Kamikaze Boy, Jean-Ken Johnny / 作曲：Kamikaze Boy / 編曲：MAN WITH A MISSION, 大島こうすけ
  - フジテレビ系月9ドラマ『ラジエーションハウス〜放射線科の診断レポート〜』主題歌[3]
  - フジテレビ系月9ドラマ『ラジエーションハウスII〜放射線科の診断レポート〜』主題歌[4]
  - 2019年5月6日に先行配信された。
2. Left Alive [3:59]
作詞・作曲：Jean-Ken Johnny / 編曲：MAN WITH A MISSION, 中野雅之
  - 配信限定5thシングル
  - ゲーム『LEFT ALIVE』CMソング
3. スターライト・シンドローム [4:40]
作詞・作曲：Jean-Ken Johnny
4. FLY AGAIN 2019 [4:22]
作詞：Kamikaze Boy, Jean-Ken Johnny / 作曲：Kamikaze Boy / 編曲：MAN WITH A MISSION, 中野雅之
  - ラグビー国際大会「スーパーラグビー」日本チーム・ヒト・コミュニケーションズサンウルブズ2019シーズン公式テーマソング
  - フジテレビ系月9ドラマ『ラジエーションハウス〜放射線科の診断レポート〜』第4話挿入歌
  - 2019年4月29日に先行配信された。

### DVD（初回生産限定盤のみ）
1. ジャン・ケン・ジョニーのお宅訪問 ディレクターズカット版[7]

## テレビ演奏
- テレビ朝日系『ミュージックステーション』(2019年6月7日)「Remember Me」
- 日本テレビ系『バズリズム02』(2019年6月7日)「FLY AGAIN 2019」「Remember Me」
- フジテレビ系『Love music』(2019年6月17日)「Left Alive」
- TBS系『COUNT DOWN TV』(2019年6月9日)「FLY AGAIN 2019」「Remember Me」

## 収録アルバム
オリジナル
- 『Break and Cross the Walls I』 (#1)
- 『Break and Cross the Walls II』 (#2)

ベスト
- 『MAN WITH A "B-SIDES & COVERS" MISSION』 (#3)
- 『MAN WITH A "BEST" MISSION』 (#1,4)